# In the Mood
"In the Mood" – singel kanadyjskiej grupy Rush, wydany w 1974 roku na debiutanckim albumie "Rush". Jest to pierwszy utwór skomponowany przez Geddy'ego Lee, powstał w 1970 roku.